# Shanghai Surprise (romanzo)
Shanghai Surprise è un romanzo del 1983 dello scrittore Tony Kenrick, dal quale è stato tratto il film omonimo.